# Puchar Europy w Chodzie Sportowym 1996
1. Puchar Europy w Chodzie Sportowym – zawody lekkoatletyczne, które odbyły się w kwietniu 1996 roku w hiszpańskim mieście A Coruña.

## Rezultaty

### Mężczyźni
| Konkurencja:  | 1. miejsce          | Rezultat | 2. miejsce      | Rezultat | 3. miejsce       | Rezultat |
| Chód na 20 km | Robert Korzeniowski | 1:21:46  | Daniel Plaza    | 1:21:47  | Fernando Vázquez | 1:21:48  |
| Chód na 50 km | Jesús Ángel García  | 3:51:01  | Arturo Di Mezza | 3:52:26  | Stanisław Stosik | 3:54:35  |

### Kobiety
| Konkurencja:  | 1. miejsce      | Rezultat | 2. miejsce        | Rezultat | 3. miejsce    | Rezultat |
| Chód na 10 km | Annarita Sidoti | 43:26    | Rossella Giordano | 43:27    | Susana Feitor | 43:41    |